# جشنواره تصویر بومی هنرهای فیلم و رسانه
جشنواره تصویر بومی هنرهای فیلم و رسانه (انگلیسی: ImagineNATIVE Film and Media Arts Festival) بزرگترین جشنواره فیلم و هنرهای رسانه ای بومیان جهان است که هر سال در ماه اکتبر در تورنتو برگزار می‌شود. این جشنواره بر فیلم، ویدئو، رادیو و کارهای رسانه‌ای جدید بومیان و اولین مردمان بومی از سراسر جهان تمرکز دارد. این جشنواره شامل نمایش، مهمانی‌ها، میزگردها و رویدادهای فرهنگی است.